# Меренд
Меренд, иначе Маранд (перс. مرند‎ — мара́нд; азерб. Mərənd) — город на северо-западе Ирана, в провинции Восточный Азербайджан. Административный центр шахрестана Меренд. Население — 185 тыс. человек. Меренд расположен в предгорье Загроса в 60 км на северо-запад от Тебриза. Важный транспортный узел. Железнодорожная станция на ветке Тебриз — Джульфа.